# Doom Patrol (serie de televisión)
Doom Patrol es una serie de televisión web de drama de superhéroes estadounidense basada en el equipo de superhéroes de DC Comics Doom Patrol, creada por Arnold Drake, Bob Haney y Bruno Premiani  aunque la serie está basada en la etapa de Grant Morrison, fue estrenada el 15 de febrero de 2019 en Syfy, con Diane Guerrero, April Bowlby, Joivan Wade, Matt Bomer, Brendan Fraser y Timothy Dalton en los papeles principales. Aunque Bowlby, Bomer y Fraser repiten los papeles de Titanes, las dos series se desarrollan en universos separados.
Su rodaje comenzó en Georgia a finales de agosto de 2018. El 20 de julio de 2019, se anunció que la serie fue renovada para una segunda temporada, que se estrenó el 25 de junio de 2020 en DC Universe y HBO Max. En septiembre de 2020, fue renovada para una tercera temporada, exclusiva para HBO Max, que se estrenó el 23 de septiembre de 2021.
En octubre de 2021, la serie fue renovada para una cuarta temporada, que se estrenó el 8 de diciembre de 2022. En enero de 2023, se anunció que la cuarta temporada sería la última.

## Premisa
Doom Patrol sigue a los héroes improbables del equipo homónimo en el cual todos recibieron sus poderes a través de circunstancias trágicas y generalmente son rechazados por la sociedad. 
La mayoría de los miembros del equipo fueron tratados por el Chief, un médico que les dio residencia en su mansión para ayudarlos a protegerse del mundo exterior. Su nombre deriva de un equipo anterior de Doom Patrol que fue formado por el Chief.
Los primeros miembros de Doom Patrol en ser introducidos en la serie son Jane, la personalidad dominante de una mujer traumatizada con trastorno de identidad disociativo; Rita Farr, que lucha para evitar que su cuerpo se convierta en un estado gelatinoso; Larry Trainor, que tiene una entidad de energía negativa viviendo dentro de él; y Cliff Steele, cuyo cerebro fue colocado en un cuerpo de robot después de un accidente automovilístico. Más tarde, se une al equipo Victor Stone, un superhéroe mejorado cibernéticamente. Por último, Laura De Mille, una viajera del tiempo y reformada villana, se une al equipo.
En la primera temporada, el Jefe es capturado por el malévolo Señor Don Nadie, haciendo que la Doom Patrol haga un viaje para rescatarlo. En el camino, descubren secretos acerca de sí mismos y del Jefe, de quien eventualmente aprenden que es responsable de los trágicos acontecimientos que les dieron sus poderes.
En la segunda temporada, Dorothy Spinner, la hija del Jefe, que posee la capacidad de dar vida a sus amigos imaginarios, se suma a la Doom Patrol. Mientras que los miembros de la Patrulla se enfrentan a sus propios dilemas personales y luchan con la verdad sobre el Jefe, inadvertidamente Dorothy pone en peligro al mundo cuando sus poderes amenazan con desatar una antigua entidad conocida como Candlemaker.
En la tercera temporada, los miembros de la Doom Patrol siguen caminos separados luego de la trágica muerte del Jefe y descubrir quiénes desean ser, antes de ser visitados por Laura De Mille, una viajera del tiempo con amnesia que no recuerda la razón de su viaje, por lo que reclutó al equipo para enfrentar a la Hermandad de Dada y evitar su Eterna Flagelación, al igual que la posible venganza de la Hermandad del Mal.
En la cuarta y última temporada, la Doom Patrol, ahora convertidos en una fuerza del bien como superhéroes, deben lidiar con varias misiones para proteger al mundo de bizarras amenazas, sin embargo, cuando descubren sus muertes en el futuro por el Traserocalipsis, deben unirse para cambiar su fatal destino, mientras a la vez lidian con un culto que busca traer devuelta a la poderosa deidad Immortus, lo que hace que el equipo tenga que decidir entre su propia felicidad o el destino del mundo.

## Elenco y personajes
| Personaje                       | Interpretado por | Temporadas  | Temporadas  | Temporadas | Temporadas |
| Personaje                       | Interpretado por | 1           | 2           | 3          | 4          |
| ------------------------------- | ---------------- | ----------- | ----------- | ---------- | ---------- |
| Kay Challis / Loca Jane         | Diane Guerrero   | Principal   | Principal   | Principal  | Principal  |
| Rita Farr / Mujer Elástica      | April Bowlby     | Principal   | Principal   | Principal  | Principal  |
| Eric Morden / Mr. Nobody        | Alan Tudyk       | Principal   |             |            |            |
| Larry Trainor / Hombre Negativo | Matt Bomer       | Principal   | Principal   | Principal  | Principal  |
| Larry Trainor / Hombre Negativo | Matthew Zuk      | Coprincipal | Coprincipal | Principal  | Principal  |
| Cliff Steele / Robotman         | Brendan Fraser   | Principal   | Principal   | Principal  | Principal  |
| Cliff Steele / Robotman         | Riley Shanahan   | Coprincipal | Coprincipal | Principal  | Principal  |
| Niles Caulder / El Jefe         | Timothy Dalton   | Principal   | Principal   | Principal  |            |
| Victor "Vic" Stone / Cyborg     | Joivan Wade      | Principal   | Principal   | Principal  | Principal  |
| Kay Challis                     | Skye Roberts     | Recurrente  | Recurrente  | Principal  | Principal  |
| Laura De Mille / Madame Rouge   | Michelle Gomez   |             |             | Principal  | Principal  |

### Principales
- Diane Guerrero como Kay Challis / Loca Jane: la identidad dominante de Kay Challis, una joven que desarrolló 64 identidades distintas del trauma infantil y recibió poderes para cada identidad después de un experimento al que fue sometida involuntariamente.[7]
- April Bowlby como Rita Farr / Mujer Elástica: una exactriz de Hollywood, nacida Gertrude Cramp, cuya estructura celular fue alterada a un estado gelatinoso después de estar expuesta a un gas tóxico. Sus poderes le permiten cambiar la forma de su cuerpo, pero también le hacen luchar para mantener una forma sólida.[8]
- Joivan Wade como Victor «Vic» Stone / Cyborg: un superhéroe mitad humano, mitad máquina que lucha con su dualidad.[9]
- Alan Tudyk como Eric Morden / Mr. Nobody (temporada 1): una sombra viviente capaz de drenar la cordura de los demás después de haber sido experimentado por ex nazis en Paraguay en la posguerra. Es un ser omnipresente capaz de viajar a través de dimensiones y alterar la realidad. Consciente de estar en una serie de televisión debido a sus habilidades, a menudo rompe la cuarta pared y manipula los eventos a través de su narración.[10][11]
- Matt Bomer y Matthew Zuk como Larry Trainor / Hombre Negativo: un expiloto de la Fuerza Aérea de los Estados Unidos con una entidad de energía negativa que vive dentro de él. Desfigurado por el accidente aéreo que se produjo cuando hizo contacto con el espíritu negativo, está cubierto con vendajes especiales para evitar la propagación de la radioactividad que emite su cuerpo. Bomer da la voz del personaje y aparece como Trainor en flashbacks, mientras que Zuk retrata físicamente a Negative Man.[12]
- Brendan Fraser y Riley Shanahan como Cliff Steele / Robotman: un cyborg y ex conductor de NASCAR cuyo cerebro fue trasplantado a un cuerpo robótico después de que un accidente automovilístico destruyera el suyo. Fraser da la voz del personaje y aparece como Steele en flashbacks, mientras que Shanahan interpreta físicamente a Robotman.[13]
- Timothy Dalton como Niles Caulder / El Jefe (temporadas 1–3): un médico líder en ciencia médica responsable de tratar a los miembros de Doom Patrol y darles residencia en su mansión, que se especializa en encontrar a los necesitados que están «al borde de la muerte y que necesitan un milagro». Aunque ayudó a salvar sus vidas, Niles también orquestó los eventos que hicieron que los miembros desarrollaran sus poderes como parte de un esfuerzo por proteger a su hija Dorothy.[14]
- Skye Roberts como Kay Challis (temporada 3, recurrente: temporadas 1–2): la identidad original de una niña que desarrolló Jane y otras identidades distintas de un trauma infantil. Debido a sus experiencias, sigue siendo una niña en su subconsciente mientras sus identidades asumen el control de su cuerpo.
- Michelle Gomez como Laura De Mille / Madame Rouge (temporadas 3–4): una cambiaformas con amnesia que busca al Jefe.

### Recurrentes
- Kyle Clements como John Bowers (temporada 1), el amante secreto de Larry y miembro de la Fuerza Aérea. Tom Fitzpatrick interpreta al actual y viejo John en el presente.
- Julie McNiven como Sheryl Trainor (temporadas 1–2), esposa de Larry y madre de sus hijos.
- Phil Morris como Silas Stone, padre de Victor y científico que reconstruye a su hijo.
- Curtis Armstrong como la voz de Ezekiel la cucaracha (temporada 1), una cucaracha profeta del fin del mundo.[15]
- Charmin Lee como Elinore Stone (temporadas 1 y 3), madre de Victor y esposa de Silas.
- Jon Briddell como Darren Jones (temporada 1), un agente de la Oficina de la Normalidad, una organización que una vez experimentó con Larry después de su accidente.
- Mark Sheppard como Willoughby Kipling, un detective oculto, mago del caos y miembro de Knights Templar.
- Tommi Snider como Ernest Franklin / The Beard Hunter (temporadas 1–2), un hombre cuyo poder reside en ingerir los vellos faciales de los hombres.
- Bethany Anne Lind como Clara Steele, hija de Cliff que sobrevivió a un accidente fatal en 1988, y se creía que era la única sobreviviente de su familia. Sydney Kowalske interpreta a una joven Clara Steele en flashbacks.
- Devan Chandler Long como Flex Mentallo (temporadas 1–2), un metahumano con la habilidad de manipular la realidad flexionando sus músculos; sin embargo, este pierde la memoria y la Doom Patrol trata de restaurar sus recuerdos y habilidades.
- Abi Monterey como Dorothy Spinner (temporadas 2–4), la hija superpoderosa de Chief y la mujer primitiva Slava, que puede dar vida a sus amigos imaginarios.[16] Dorothy apareció por primera vez en el episodio final de la primera temporada.
- Lex Lang como la voz de Candlemaker (temporadas 2–3), una criatura que puede cumplir deseos y uno de los amigos imaginarios de Dorothy. Es una poderosa entidad psíquica impulsada por el miedo colectivo de la humanidad al apocalipsis.
- Vanessa Carter como Darling (temporada 2), una de los amigos imaginarios de Dorothy. Kat Cressida da la voz al personaje.
- Brian T. Stevenson como la voz de Herschel (temporada 2), una tarántula gigante y uno de los amigos imaginarios de Dorothy.
- Karen Obilom como Roni Evers (temporadas 2–3), una veterana militar con un pasado misterioso que Vic conoce mientras asiste a un grupo de cena de TEPT.[17]
- Jonathan Lipow como la voz de Monsieur Mallah (temporada 3): un gorila inteligente que actúa como el segundo al mando de Cerebro en la Hermandad del Mal.
- Sendhil Ramamurthy como Mister 104 (temporada 4): un hombre con habilidades de reestructuración molecular.
- Madeline Zima como Casey Brinke / Space Case (temporada 4): una superheroína de la serie de cómics homónima favorita de Dorothy que se materializó en el mundo real.

Notas
1. ↑  Dentro del subconsciente de Kay, Guerrero también interpreta a Driver 8 y Karen, además de interpretar a otras 'personas' en el mundo real.
2. ↑  Zuk interpreta al Hombre Negativo físicamente, mientras que Bomer da voz al personaje y lo interpreta en flashbacks.
3. ↑  Zuk es acreditado como principal desde el segundo episodio de la tercera temporada.
4. ↑  Shanahan interpreta a Robotman físicamente, mientras que Fraser da voz al personaje y lo interpreta en flashbacks.
5. ↑  Shanahan es acreditado como principal desde el segundo episodio de la tercera temporada.
6. ↑  En la tercera temporada, Shanahan también da voz a Cerebro, el líder de la Hermandad del mal.[5][6]
7. ↑  Shanahan interpreta a Alistair Kincaid en el episodio «Nostalgia Patrol» de la cuarta temporada.
8. ↑  Dalton figura entre el elenco principal, pero durante los títulos de apertura se lo atribuye como "Aparición especial".
9. ↑  Wade es acreditado como principal desde el segundo episodio de la primera temporada.
10. ↑  Gomez figura entre el elenco principal, pero durante los títulos de apertura se la atribuye como "Aparición especial".

## Episodios
| Temporada | Temporada | Episodios | Episodios             | Lanzamiento original     | Lanzamiento original    | Lanzamiento original  |
| Temporada | Temporada | Episodios | Episodios             | Primera emisión          | Última emisión          | Cadena                |
| --------- | --------- | --------- | --------------------- | ------------------------ | ----------------------- | --------------------- |
|           | 1         | 15        | 15                    | 15 de febrero de 2019    | 24 de mayo de 2019      | DC Universe           |
|           | 2         | 9         | 9                     | 25 de junio de 2020      | 6 de agosto de 2020     | DC Universe / HBO Max |
|           | 3         | 10        | 10                    | 23 de septiembre de 2021 | 11 de noviembre de 2021 | HBO Max               |
|           | 4         | 12        | 6                     | 8 de diciembre de 2022   | 5 de enero de 2023      | HBO Max               |
| 6         | 4         | 12        | 12 de octubre de 2023 | 9 de noviembre de 2023   | Max                     |                       |

## Producción

### Desarrollo
El 10 de febrero de 2018, el cocreador y productor ejecutivo de Titans Geoff Johns reveló que el quinto episodio de la serie, titulado «Doom Patrol» y escrito por él mismo, presentaría al equipo de Doom Patrol. El 14 de mayo de 2018, se anunció que DC Universe había ordenado un spin-off de Titans, con los personajes de Doom Patrol para una primera temporada que constaría de trece episodios y que sería estrenada en 2019. Se esperaba además que Jeremy Carver escribiera los episodios de la serie junto a los productores ejecutivos Geoff Johns, Greg Berlanti y Sarah Schechter. El 20 de julio de 2019, se anunció que la serie fue renovada para una segunda temporada a estrenarse en 2020. En septiembre de 2020, HBO Max renovó la serie para una tercera temporada exclusiva para la plataforma. En octubre de 2021, la serie fue renovada para una cuarta temporada que se estrenará el 8 de diciembre de 2022.

### Casting
En febrero de 2018, se anunció que varios actores habían sido elegidos como los miembros de Doom Patrol para apariciones especiales en Titans, con el potencial de aparecer como recurrentes, incluido Bruno Bichir como Niles Caulder / Chief, April Bowlby como Rita Farr / Elasti-Woman, Jake Michaels como Cliff Steele / Robotman, y Dwain Murphy como Larry Trainor / Negative Man.
En julio de 2018, se anunció que Bowlby protagonizaría Doom Patrol, repitiendo su papel de los Titans, y que Diane Guerrero había sido elegida como Crazy Jane. En agosto de 2018, Joivan Wade fue elegido como Victor Stone / Cyborg, Alan Tudyk fue elegido como Eric Morden / Mr. Nobody, y Brendan Fraser y Riley Shanahan fueron elegidos para reemplazar a Michaels como Cliff Steele / Robotman, con Fraser dando voz al personaje y apareciendo como Steele en flashbacks, mientras Shanahan físicamente interpreta a Robotman. El mes siguiente, Timothy Dalton fue elegido como  Niles Caulder / Chief, reemplazando a Bichir, y en octubre de 2018, Matt Bomer y Matthew Zuk fueron elegidos para reemplazar a Murphy como Larry Trainor / Negative Man. De manera similar a Robotman, Trainor es doblado e interpretado por Bomer en flashbacks, con Zuk físicamente retratando a Negative Man.
En enero de 2020, Roger Floyd fue confirmado para interpretar a Red Jack, para la segunda temporada. En la primera semana de febrero, Abigail Shapiro y Karen Obilom fueron confirmadas para interpretar a Dorothy Spinner y a Roni Evers, respectivamente. En marzo, Tudyk anunció que no regresaría en la segunda temporada, por motivos de agenda, mientras que Samantha Ware se confirmó para interpretar a una de las personalidades de Jane.
En marzo de 2021, Michelle Gomez fue confirmada para el papel de Madame Rouge, personaje regular para la tercera temporada. En abril, Sebastian Croft, Madalyn Horcher y Ty Tennant fueron anunciados como Charles Rowland, Crystal Palace y Edwin Payne, miembros de la "Dead Boy Detective Agency". Así mismo, Micah Joe Parker, Wynn Everett, Miles Mussenden, Anita Kalathara y Gina Hiraizumi fueron confirmados como Malcom, Shelley Byron "The Fog", Lloyd Jefferson "Frenzy", Holly "Sleepwalk" y Sachiko "The Quiz", respectivamente como parte del grupo "Sisterhood of Dada".

### Rodaje
La fotografía principal de la serie comenzó el 30 de agosto de 2018 en OlDE Town Conyers, Georgia. La filmación continuó en Georgia a lo largo de septiembre de 2018, en Lawrenceville y en Briarcliff Mansion.
El rodaje de la segunda temporada empezó en noviembre de 2019 en Georgia.
La filmación de la tercera temporada comenzó el 4 de enero de 2021.

## Lanzamiento

### Distribución
Doom Patrol se lanzó en DC Universe el 15 de febrero de 2019. En España se lanzó la temporada completa el 5 de junio de 2019 en HBO España. El 20 de julio de 2019, se anunció que la serie emitirá la primera temporada en HBO Max en 2020. En Latinoamérica se estrenó el 19 de marzo de 2020 en Cinemax y HBO GO.
La segunda temporada se lanzó en Estados Unidos tanto en DC Universe como en HBO Max, el 25 de junio de 2020. En España se lanzó el 26 de junio de 2020 en HBO España. En Latinoamérica se estrenó el 4 de septiembre de 2020 en HBO y HBO GO.

## Recepción
En Rotten Tomatoes, la primera temporada posee un 96% de aprobación basado en 51 reseñas, con una calificación promedio de 8.22/10. El consenso crítico del sitio web dice: «DC Universe encuentra material importante en esta iteración de Doom Patrol gracias a un elenco totalmente comprometido y la fe de la escritura en rareza». El sitio web Metacritic, que utiliza un promedio ponderado, asignó a la serie una puntuación de 70 sobre 100 según 15 críticos, lo que indica «críticas generalmente favorables».
La segunda temporada tiene una calificación de aprobación del 96% en Rotten Tomatoes, basada en 24 revisiones con una calificación promedio de 8.21/10. El consenso crítico dice: «Tan entretenida como la primera pero con más profundidad emocional, la segunda temporada de Doom Patrol explora rincones más oscuros sin sacrificar ninguna de sus maravillosas rarezas».

## Otros medios

### Titans
Las encarnaciones de Rita, Larry y Cliff de Doom Patrol estaban destinadas a aparecer en el final original de la temporada 1 de Titans. Después de que el final original fue retirado de la temporada, se eliminaron sus apariciones.

### Arrowverso
Las encarnaciones de Doom Patrol de Jane, Rita Farr, Vic Stone, Larry Trainor y Cliff Steele hacen un cameo en el evento crossover del Arrowverso, Crisis on Infinite Earths, el cual establece que los eventos de Doom Patrol ocurren en la Tierra-21.